# Saint-Soupplets
Saint-Soupplets is een gemeente in het Franse departement Seine-et-Marne (regio Île-de-France) en telt 3230 inwoners (2004). De plaats maakt deel uit van het arrondissement Meaux.

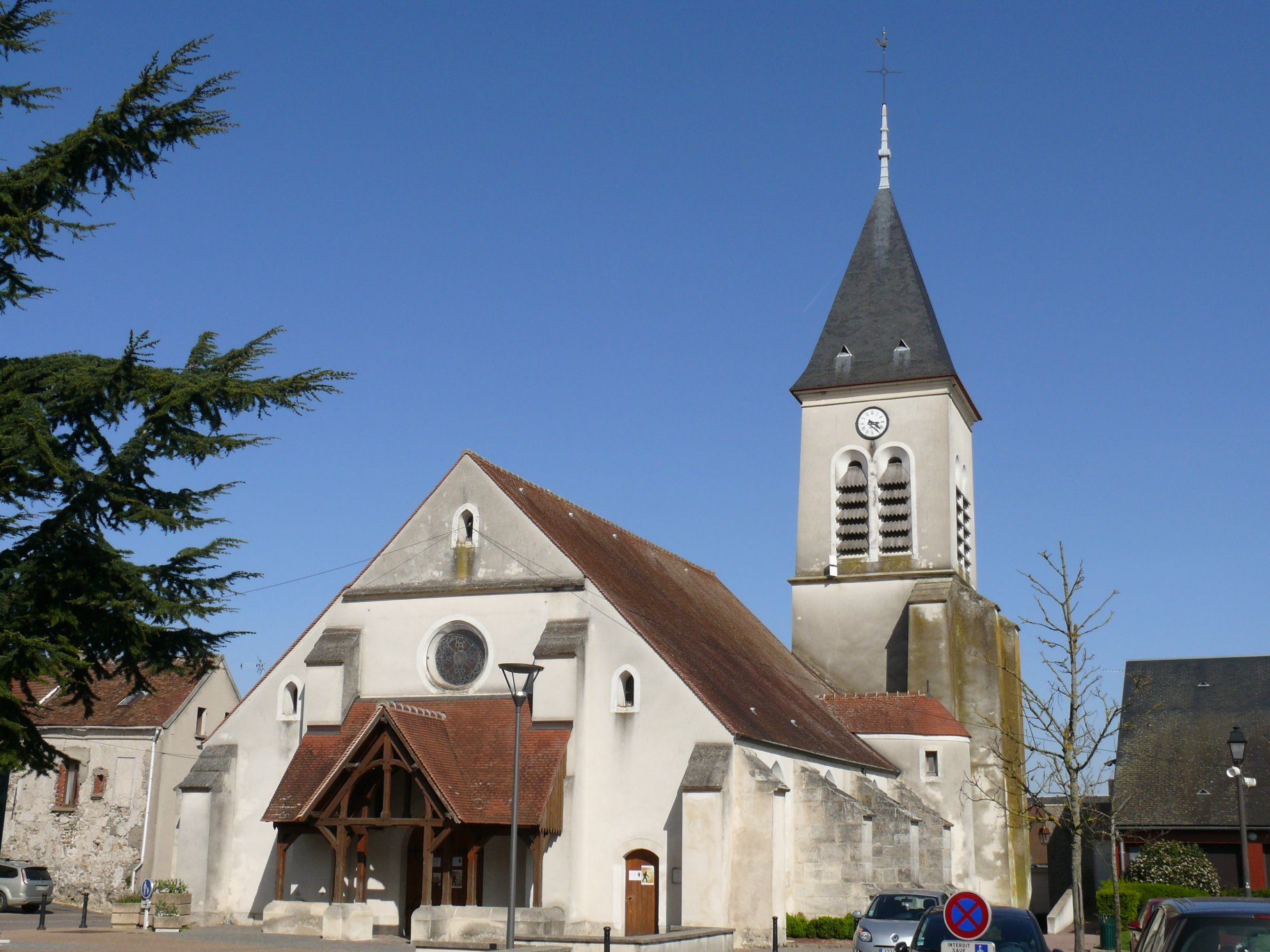
Kerk van Saint-Sulpice in Saint-Soupplets
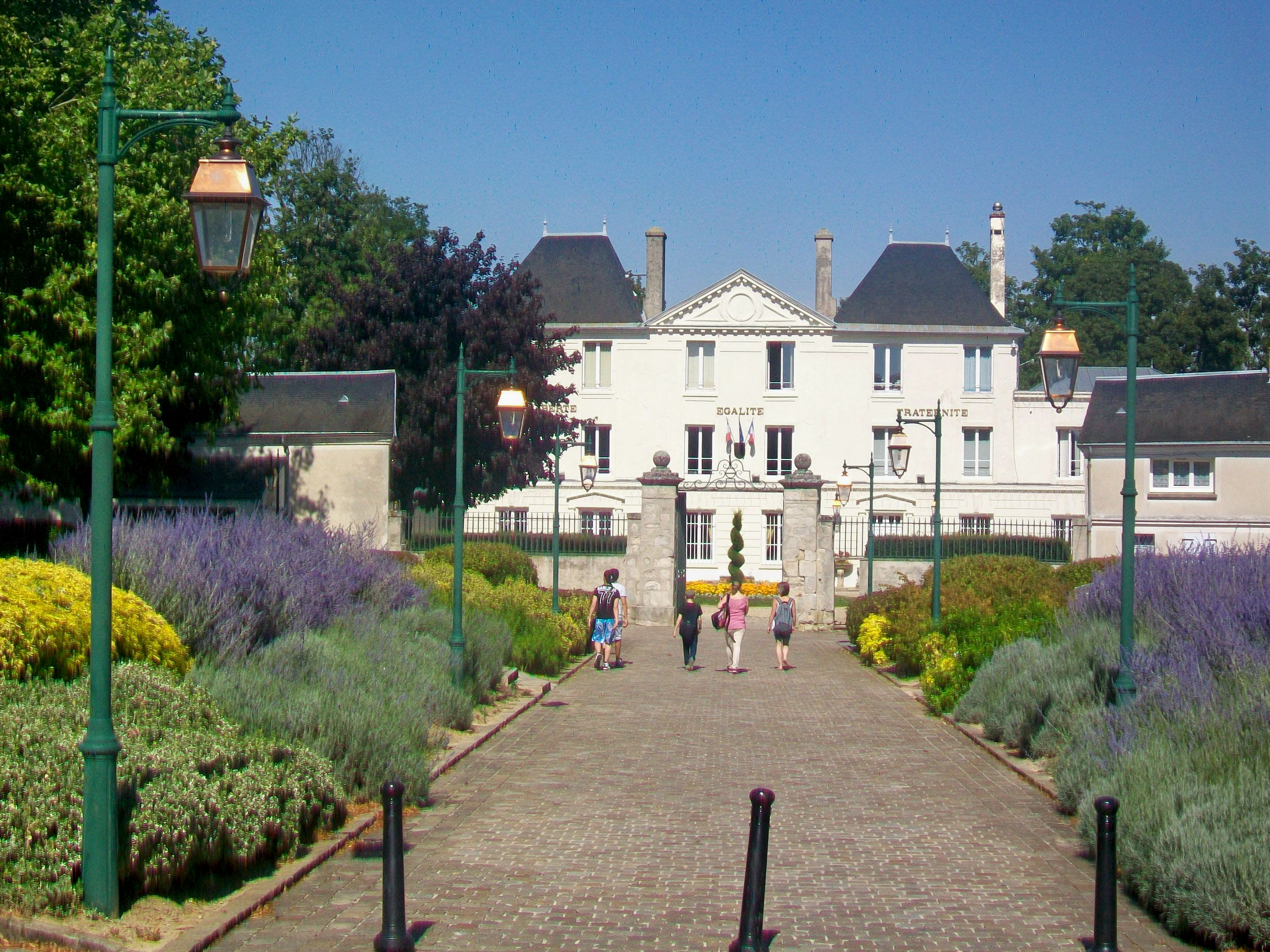
Gemeentehuis (voormalig kasteel van Maulny)

## Geografie
De oppervlakte van Saint-Soupplets bedraagt 13,8 km², de bevolkingsdichtheid is 234,1 inwoners per km².
De onderstaande kaart toont de ligging van Saint-Soupplets met de belangrijkste infrastructuur en aangrenzende gemeenten.

## Demografie
Onderstaande figuur toont het verloop van het inwonertal (bron: INSEE-tellingen).

## Trivia
- De Nederlandse hoogleraar Henri Baudet woonde een jaar in het dorp en deed hiervan verslag in Mijn dorp in Frankrijk (1955).